# George Miller
|  | Per a altres significats, vegeu «George Armitage Miller». |

George Miller AO (Brisbane, 3 de març de 1945) és un guionista, productor i director de cinema, i anteriorment metge australià. És molt conegut per la seva franquícia Mad Max, amb The Road Warrior i Fury Road, que ha estat aclamada com una de les millors pel·lícules d'acció de tots els temps. A part de la sèrie de pel·lícules de Mad Max, Miller ha treballat en una àmplia varietat de projectes, que inclouen la pel·lícula guanyadora d'un Oscar Babe i Happy feet: Trencant el gel, entre d'altres.
Miller és cofundador de la productora Kennedy Miller Mitchell, anteriorment coneguda com a Kennedy Miller, and Dr. D Studios. Els seus germans petits Bill i Doug Mitchell han estat els productors de gairebé totes les pel·lícules de Miller, des de la mort del seu anterior company de producció Byron Kennedy.
El 2006, Miller va guanyar l'Oscar a la millor pel·lícula d'animació per Happy feet: Trencant el gel Ha estat nomenat a cinc altres Oscars: el de Millor Guió Original el 1992 per l'oli de la vida, el de Millor fotografia i Guió adaptat el 1995 per Babe i Millor director i Millor pel·lícula per Fury Road dins 2015.

## Primers anys
Miller va néixer a Brisbane, Queensland, d'una família immigrant de grecs: Dimitri (Jim) Castrisios Miller i Angela Belson. Dimitri era de l'illa grega de Citera, i va anglicanitzar el seu cognom de Miliotis a Miller quan va emigrar a Austràlia; la família Belson eren refugiats grecs d'Anatòlia, amb motiu de l'intercanvi de població de 1923. La parella es va casar i es va establir a Chinchilla, Queensland i van tenir quatre fills: els bessons George i John, Chris i el també productor de cinema Bill.
George va anar a la Ipswich Grammar School i posteriorment a la Sydney Boys High School i posteriorment va estudiar medicina a la University of New South Wales amb el seu germà John. En el seu últim any de medicina (1971), el George i el seu germà pertit Chris van fer una petita pel·lícula d'un minut de duració que es va emportar el primer premi en una competició d'estudiants. El 1971, George va assistir en un taller de la Universitat de Melbourne, on va conèixer el seu company Byron Kennedy, amb qui va estar unit per una llarga amistat i per la co-producció, fins que Kennedy va morir en un accident d'helicòpter el 1983. El 1972, Miller va completar el seu temps de residència a l'Hospital de Sant Vincent de Sydeney, dedicant el seu temps lliure en petits projectes de cinema experimental. Aquell mateix any, Miller i Kennedy van fundar la productora Kennedy Miller Productions. Posteriorment, la parella va treballar en diverses obres. Després de la mort de Kennedy (1983), Miller va voler mantenir el seu nom en el de la productora. Posteriorment, el 2009, la companyia va passar a dir-se Kennedy Miller Mitchell per reconèixer la feina del productor Doug Mitchell a l'empresa.

## Carrera

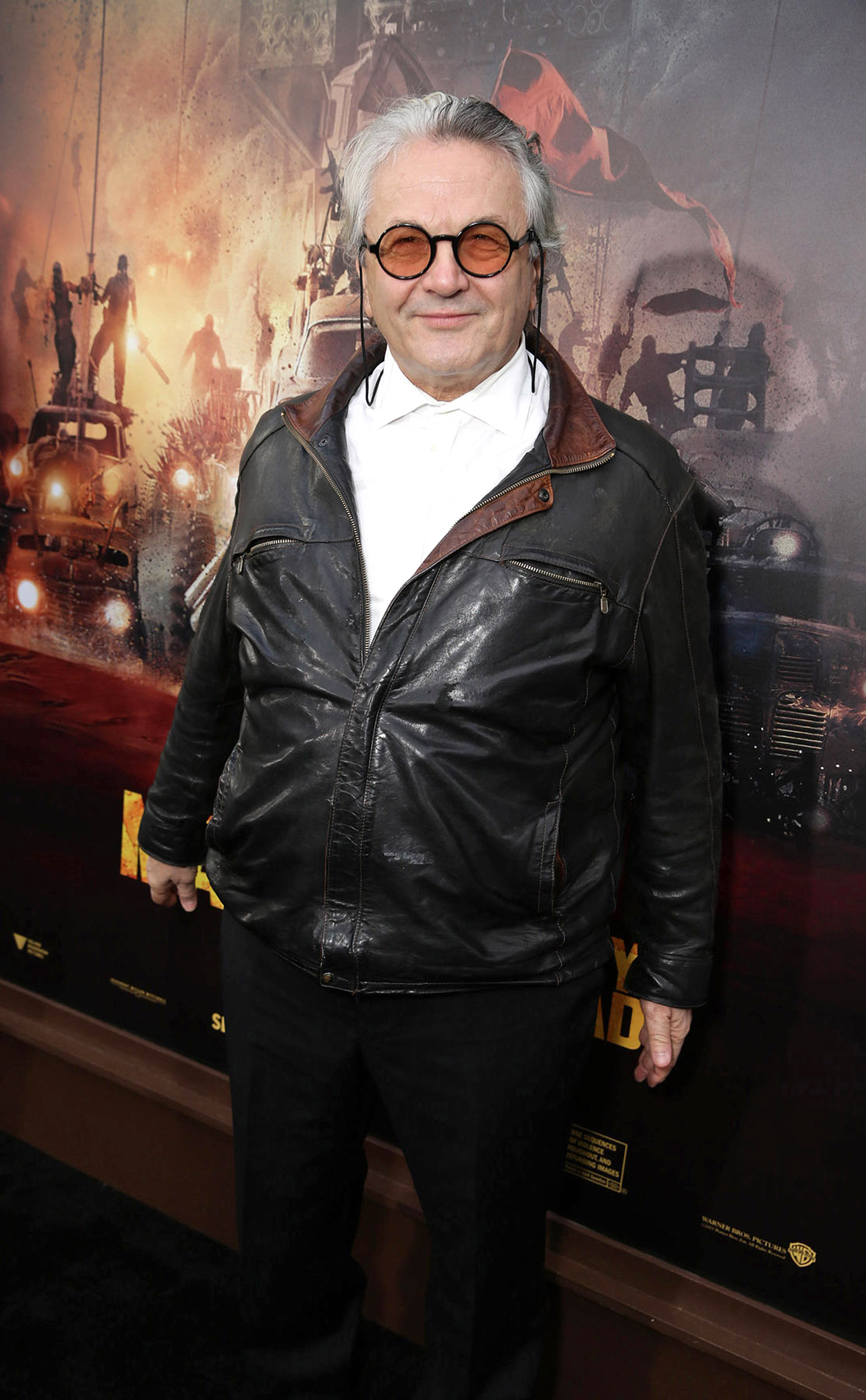
Miller a l'estrena de Mad Max:Fury Road el 2015

El 1979, Miller va fer el seu debut amb Mad Max. Basat en un guió escrit per Miller i James McCausland el 1975, la pel·lícula va ser finançada independentment per Kennedy Miller Productions i va esdevenir un èxit internacional. Com a resultat, la sèrie de pel·lícules de Mad Max es va allargar en dues seqüeles més, amb Mel Gibson com a protagonista; Mad Max 2, el guerrer de la carretera (també anomenat The Road Warrior) (1981) i Mad Max Beyond Thunderdome (1985).
Durant el temps entre la segona i la tercera entrega de Mad Max, Miller va dirigir el remake de Nightmare at 20,000 Feet com a part de la pel·lícula antològica Twilight Zone: The Movie També va ser co-productor i co-director de moltes minisèries televisives australianes, com ara The Dismissal, (1983) i The Cowra Breakout (1984).
El 1987, Miller va dirigir The Witches of Eastwick, en què hi apareixien Jack Nicholson, Susan Sarandon, Cher i Michelle Pfeiffer. La pel·lícula li va portar problemes a Miller. "Vaig estar a punt d'abandonar el film, però Jack [Nicholson] em va convèncer de no fer-ho," va dir Miller. "Em va dir que segués, que deixés a banda les emocions, i mirés el treball. Si creus que el treball està bé, aferra't-hi, i va ser un molt bon home. Crec que he aprés més d'ell que de ningú altre per qui hagi treballat - era extraordinari."
Seguint amb The Witches of Eastwick, Miller es va centrar en projectes de producció a Austràlia. El seu paper com a productor de Flirting, Calma total i les minisèries televisives Bangkok Hilton i Vietnam, en què Nicole Kidman apareixia, va ser instrumental en el desenvolupament de la seva carrera.
Miller va tornar en la direcció el 1992 amb l'estrena de L'oli de la vida, que va escriure juntament amb Nick Enright.
El 1993, Miller va ser contractat per dirigir Contact, una pel·lícula basada en una història de Carl Sagan i Ann Druyan. Després de treballar en aquesta pel·lícula durant un any, Warner Bros. i Miller van acordar mútuament de separar-se i Robert Zemeckis va acabar sent director finalment.
Miller també va escriure el 1995 la comèdia drama Babe i va escriure i dirigir la seva seqüela de 1998, Babe: Pig in the City.
Miller va ser també el creador de Happy Feet, un musical èpic sobre la vida dels pingüins a l'Antàrtida. La pel·lícula, produïda per Warner Bros, va ser estrenada el novembre de 2006. A part de ser un gran èxit en taquilla, Happy feet: Trencant el gel va portar a Miller la seva quarta nominació a l'Oscar, enduent-se l'estatueta per Millor Pel·lícula Animada.
El 2007, Miller va acordar dirigir una pel·lícula de la Lliga de la Justícia, titulada Justice League: Mortal. Mentre que es va posposar inicialment per culpa de la vaga de guionistes dels Estats Units de 2007-2008, retards posteriors en la producció i l'èxit de El cavaller fosc van causar que Warner Bros. decidís posar el film en espera i considerar diferents opcions.

## Filmografia
| Any  | Pel·lícula                                               | Acreditat com a | Acreditat com a | Acreditat com a | Acreditat com a | Notes                                                                |
| Any  | Pel·lícula                                               | director        | guionista       | productor       | altres          | Notes                                                                |
| ---- | -------------------------------------------------------- | --------------- | --------------- | --------------- | --------------- | -------------------------------------------------------------------- |
| 1979 | Mad Max                                                  | Sí              | Sí              |                 |                 |                                                                      |
| 1980 | The Chain Reaction                                       |                 |                 | Sí              | Sí              | Director de les seqüències de persecussions de cotxes (no acreditat) |
| 1981 | Mad Max 2, el guerrer de la carretera (Mad Max 2)        | Sí              | Sí              |                 | Sí              | Editor addicional                                                    |
| 1983 | Twilight Zone: The Movie                                 | Sí              |                 |                 |                 | Segment de Nightmare at 20,000 Feet                                  |
| 1983 | The Dismissal                                            | Sí              | Sí              | Sí              |                 | minisèrie televisiva                                                 |
| 1984 | The Last Bastion                                         | Sí              |                 |                 |                 | minisèrie televisiva                                                 |
| 1984 | Bodyline                                                 |                 | Sí              | Sí              |                 |                                                                      |
| 1985 | Mad Max i la cúpula del tro (Mad Max Beyond Thunderdome) | Sí              | Sí              | Sí              |                 | Co-dirigida amb George Ogilvie                                       |
| 1987 | Les bruixes d'Eastwick (The Witches of Eastwick)         | Sí              |                 |                 |                 |                                                                      |
| 1987 | The Year My Voice Broke                                  |                 |                 | Sí              |                 |                                                                      |
| 1989 | Calma total (Dead Calm)                                  |                 |                 | Sí              | Sí              | Director segon                                                       |
| 1989 | Bangkok Hilton                                           |                 |                 | Sí              |                 | minisèrie televisiva                                                 |
| 1991 | Flirting                                                 |                 |                 | Sí              |                 |                                                                      |
| 1992 | L'oli de la vida (Lorenzo's Oil)                         | Sí              | Sí              | Sí              |                 |                                                                      |
| 1995 | Babe, el porquet valent (Babe)                           |                 | Sí              | Sí              |                 |                                                                      |
| 1996 | Video Fool for Love                                      |                 |                 | Sí              |                 |                                                                      |
| 1997 | 40,000 Years of Dreaming                                 | Sí              | Sí              |                 | Sí              | presentador del documental                                           |
| 1998 | Babe, el porquet a la ciutat (Babe: Pig in the City)     | Sí              | Sí              | Sí              |                 |                                                                      |
| 2006 | Happy feet: Trencant el gel (Happy Feet)                 | Sí              | Sí              | Sí              |                 |                                                                      |
| 2011 | Happy feet 2                                             | Sí              | Sí              | Sí              |                 |                                                                      |
| 2015 | Mad Max: fúria a la carretera (Mad Max: Fury Road)       | Sí              | Sí              | Sí              |                 |                                                                      |
| 2024 | Furiosa: A Mad Max Saga                                  | Sí              | Sí              | Sí              |                 |                                                                      |

## Premis i reconeixements
- 1982: Va guanyar l'Australian Film Institute Award per Mad Max 2, Millor director i Millor edició (juntament amb altres)
- 1987: Va guanyar l'Australian Film Institute Award per The Year My Voice Broke, Millor Imatge (com a productor), compartit amb Doug Mitchell i Terry Hayes
- 1990: Va guanyar l'Australian Film Institute Award per Flirting, Millor Imatge (com a productor), compartit amb Doug Mitchell i Terry Hayes
- 1993: va ser nominat a l'Oscar per Lorenzo's Oil, Millor guió original, compartit amb el coguionista Nick Enright
- 1996: va ser nominat a dos Oscar per Babe, Millor imatge (com a productor) i Millor guió adaptat, compartit amb el coguionista Chris Noonan
- 1996: Anomenat oficial de l'Ordre d'Austràlia (AO)[16]
- 1999: va rebre l'honor de Doctor de les Lletres de la Universitat de New South Wales[2]
- 2007: va guanyar l'Oscar per Happy feet: Trencant el gel, (Millor pel·lícula d'animació)
- 2007: va guanyar el premi BAFTA per Happy feet: Trencant el gel, (Millor pel·lícula d'animació)
- 2007: va rebre el Queensland – United States Personal Achievement Award del Queensland Expatriate Awards a la Rainbow Room, Nova York
- 2007: va rebre el FIAPF Award per Outstanding Achievement in Film (Assoliment d'Excel·lència en cinema) al Asia Pacific Screen Awards.
- 2007 (Abril): va ser premiat amb un grau de Màster en Arts honorari per la Australian Film Television and Radio School.[17]
- 2007: va rebre el Global Achievement Award de l'AFI[18]
- 2008: va ser premiat amb un doctorat honorari de la Universitat de Griffith.
- 2009: Va rebre l'Ordre de les Arts i les Lletres de França.[19]
- 2010: va ser el primer cineasta no americà a rebre l'estatus de "membre honorari" de VES.[20]
- 2015: Mad Max:Fury Road va ser nomenada la millor pel·lícula de l'any per la National Board of Review
- 2015: va rebre dues nominacions de Globus d'Or per Mad Max: Fury Road, Millor director i Millor pel·lícula de Drama.
- 2015: va rebre el Premi Critics' Choice Movie per Millor Director per Mad Max Fury Road
- 2015: va rebre el London Film Critics' Circle Award per Director de l'any per Mad Max Fury Road
- 2016: va rebre dues nominacions a l'Oscar per Mad Max Fury Road, per Millor Imatge i Millor Director